# Primera persona (videojuegos)

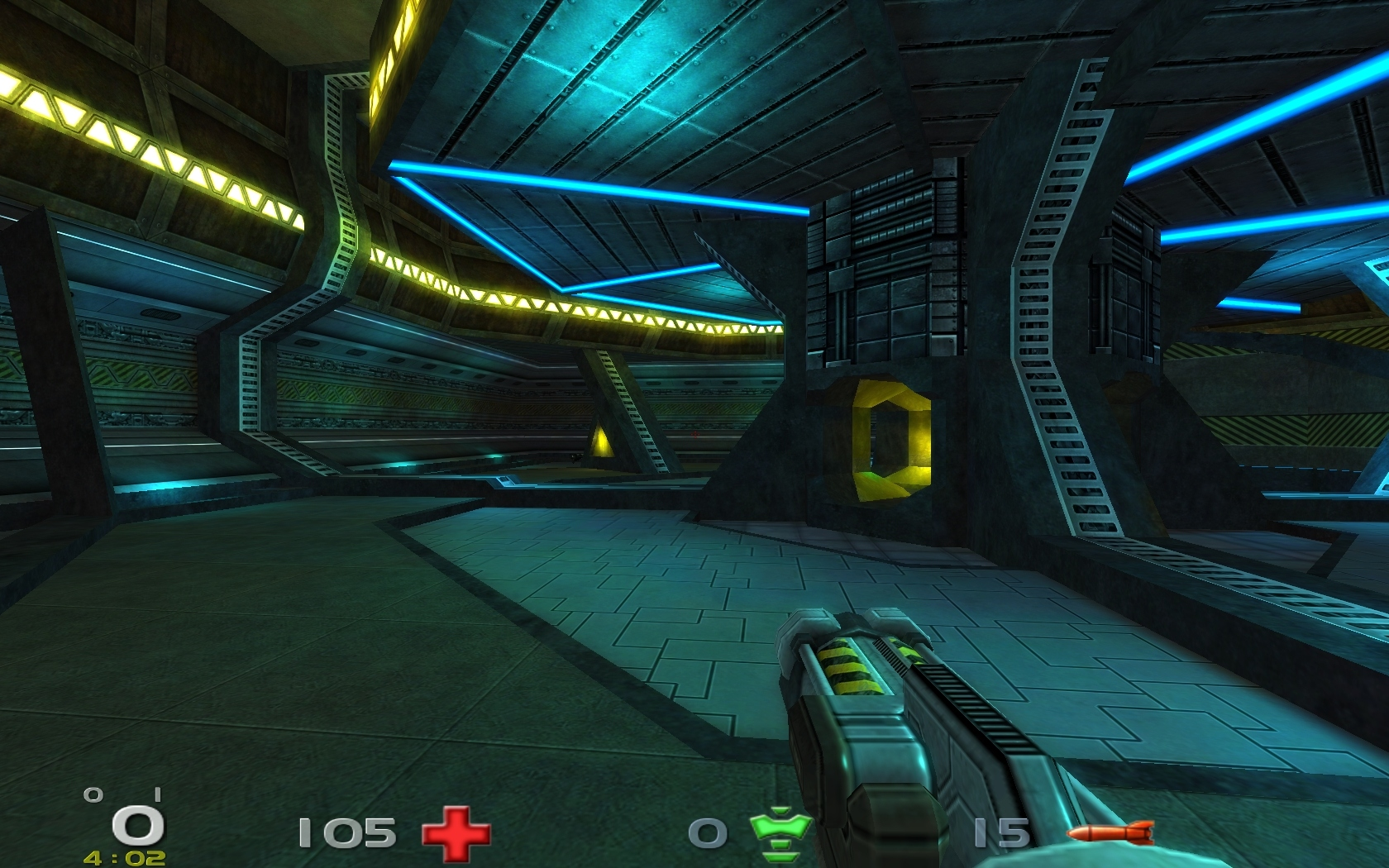
Ejemplo de videojuego en primera persona.

La cámara en primera persona es una vista que se emplea en los videojuegos en la cual el mundo se ve desde la perspectiva del personaje protagonista. Esta vista es común en los videojuegos de disparos, dando lugar al conocido género videojuegos de disparos en primera persona. No obstante, no únicamente se utiliza en videojuegos de disparos, también puede encontrarse en videojuegos de aventura como Mirror's Edge o videojuegos de horror de supervivencia como Outlast. La ventaja que presenta esta vista es que da un mayor realismo y sensación de presencia en el videojuego; la desventaja es ver únicamente hacia el frente, el jugador debe rotar para saber lo que lo rodea. Dependiendo del videojuego, ello puede tomar más o menos tiempo.

## Inicios
Se cree que los pioneros en el uso de esta vista fueron Maze War y Spasim, aunque no se sabe exactamente cual de ambos la usó primero. Sin embargo, el videojuego que logró consagrar esta vista primero fue Wolfenstein 3D y después Doom, desarrollado por id Software a principios de la década de 1990. Desde ese momento, la vista en primera persona empezó a ser utilizada en una gran cantidad de videojuegos, sobre todo en videojuegos de disparos en primera persona, ya que trasmitía realismo y permitía al usuario sentirse dentro del propio juego.[cita requerida]